# Dicranum savatieri
Dicranum savatieri är en bladmossart som beskrevs av W. P. Schimper och Jean Édouard Gabriel Narcisse Paris 1904. Dicranum savatieri ingår i släktet kvastmossor, och familjen Dicranaceae. Inga underarter finns listade i Catalogue of Life.